# Argus (programma)
Argus was een praatprogramma van de BRT dat van 1986 tot 1989 uitgezonden werd op BRT2, het tweede net van de Vlaamse openbare omroep.

## Concept
Argus was een rechtstreeks praatprogramma over de media dat wekelijks uitgezonden werd op de Vlaamse openbare omroep. De presentatie was in handen van Jan Van Rompaey en Jessie De Caluwe.  In elke aflevering werden een aantal gasten uitgenodigd in de studio.  Huistekenaar en cartoonist ZAK voorzag tijdens de uitzending de gesprekken van grappige illustraties.  
Het programma had ook een aantal vaste rubrieken, waaronder:
- Het beeld van de week: een markant fragment dat in de voorbije week op televisie te zien was
- De knipselgast: Een BV selecteert een aantal krantenknipsels uit de pers van de voorbije week
- Overzicht van de krantenkoppen van de volgende dag

## Afleveringen
- Seizoen 1: 1 april 1986 - 24 juli 1986 (13 afl.)
- Seizoen 2: 30 september 1986 -  30 december 1986 (14 afl.)
- Seizoen 3: 31 maart 1987 - 16 juli 1987 (12 afl.)
- Seizoen 4: 29 september 1987 - 29 december 1087 (14 afl.)
- Seizoen 5: 29 maart 1988 - 14 juni 1988 (12 afl.)
- Seizoen 6: 20 september 1988 - 27 december 1988 (15 afl.)
- Seizoen 7: 4 april 1989 - 20 juni 1989 (12 afl.)

## Trivia
- Het programma werd in 1986 bekroond met De HA! van Humo.